# Helgvor du Fleuve Bleu
Helgvor du Fleuve Bleu est un roman préhistorique, écrit par J.-H. Rosny aîné et paru pour la première fois en France en décembre 1929, dans le journal L'Esprit français.
En 1930, il est publié en édition limitée (130 exemplaires numérotés et nominatifs) par la Société des Cent Centraux Bibliophiles avec des illustrations de Georges Paul Leroux, gravées par Raoul Serres.
Ce roman, qualifié de Roman des Âges Farouches, continue le cycle dont la principale œuvre est La Guerre du feu.

## Personnages
- Amhao est une femme de la tribu des Tzoh ; d'une stature faible, elle risque d'être donnée en sacrifice pour apaiser les Vies Cachées.
- Glâva est la jeune sœur d'Amhao ; énergique et forte, elle refuse de devenir l'épouse de Kzahm, chef des Tzoh.
- Helgvor est un jeune guerrier Ougmar, peuple de chasseurs, vivant près du fleuve.
- Hiolg est un adolescent Ougmar.
- Akroûn est le chef des Ougmar.
- Heïgoun est un guerrier Ougmar, rival de Helgvor, il aspire à remplacer Akroûn.

## Résumé
Glâva est une jeune Tzoh qui vit avec son clan au pied d'un volcan. Elle est destinée à Kzahm, un guerrier brutal. Elle décide de s'enfuir avec Amhao et l'enfant de cette dernière pour échapper à cette union qui la rebute, et empêcher sa sœur d'être immolée aux esprits de la montagne. Elles se sauvent dans la forêt, la nuit. Elles ne seront pas poursuivies, car avant l'aube, une éruption décime les Tzoh.
Les Tzoh survivants, qui ont vu périr du fait du cataclysme toutes leurs femmes, montent une expédition pour enlever celles de la tribu des Ougmar du Fleuve Bleu. Les hommes du clan étant partis à la chasse, les Tzoh massacrent vieillards et enfants et emmènent les femmes. Helgvor et Hiolg, revenus les premiers, ne peuvent empêcher la tuerie, mais suivent la piste des Tzoh et de leurs prisonnières, en semant des indices à l'intention des Ougmar.
Un groupe de Tzoh de retour, mené par Kzahm, découvre le refuge de Glâva et Amhao au bord du fleuve. Les fugitives ont juste le temps de s'enfuir en pirogue, mais elles sont rattrapées par une dizaine de guerriers. C'est alors que Helgvor s'interpose.

## Éditions
- Société des Cent Centraux Bibliophiles, 1930. Ouvrage richement illustré par Georges Paul Leroux, gravure par Raoul Serres. 130 exemplaires tous nominatifs.
- Éditions Flammarion, 1931.
- Éditions Plon, 1931.
- Éditions G. P., collection Rouge et Or, 1951.
- Éditions O.D.E.J., 1962
- Éditions G. P., collection Super 1000, 1974.
- Éditions Tallandier, 1977.
- in "Romans préhistoriques de J.-H. Rosny aîné", Éditions Robert Laffont, 1985.

## Bande dessinée
Jacques Blondeau adapte le roman Helgvor du Fleuve Bleu dans une bande dessinée publiée en 1965 dans le Journal de Mickey.